# Nick Gates
Nick Gates, nacido el 10 de marzo de 1972 en Sídney, es un antiguo ciclista. Debutó como profesional en 1996 y puso fin a su carrera deportiva al término de la temporada 2008. En 2011 fue director deportivo del equipo Saxo Bank-Sungard.

## Palmarés
1996
- Campeonato de Australia en Ruta

1999
- 1 etapa del Tour de Japón

## Resultados en las grandes vueltas
| Carrera         | 1996 | 1997 | 1998 | 1999 | 2000 | 2001 | 2002 | 2003 | 2004  | 2005  | 2006  | 2007  | 2008  |
| --------------- | ---- | ---- | ---- | ---- | ---- | ---- | ---- | ---- | ----- | ----- | ----- | ----- | ----- |
| Giro de Italia  | -    | -    | -    | -    | -    | -    | -    | Ab.  | 113.º | Ab.   | 131.º | 127.º | 139.º |
| Tour de Francia | -    | -    | -    | -    | -    | -    | -    | Ab.  | Ab.   | -     | -     | -     | -     |
| Vuelta a España | -    | -    | -    | -    | -    | -    | -    | -    | -     | 121.º | -     | -     | -     |
| Mundial en Ruta | -    | -    | -    | -    | -    | -    | -    | -    | -     | -     | -     | -     | -     |

-: no participa

Ab.: abandono